# Maria Beatriz de Saboia
Maria Beatriz de Saboia (Nápoles, 2 de fevereiro de 1943) é uma princesa italiana, filha mais nova do último rei de Itália Humberto II, e de sua mulher Maria José da Bélgica.

## Biografia
A princesa Maria Beatriz casou-se com o plebeu Luís Rafael Reyna-Corvalán y Dillon (n. em 18 de abril de 1939 - morreu assassinado em Cuernavaca, México em 17 de Fevereiro de 1999)
Teve três filhos:
1. Rafael Humberto Lupo Maria Reyna-Corvalán y de Saboya (21 de setembro de 1970 - 29 de abril de 1994), foi noivo de Margaret Beatty Tyler, com quem teve uma filha, Uriel Tyler. Cometeu suicídio;
2. Patrizio Reyna-Corvalán y de Saboya (1971 - 1971);
3. Azaea Reyna-Corvalán y de Saboya (n. 11 de novembro de 1973), casou-se em 1996 com Arturo Pando y Mundet, com quem teve uma filha, Marie Jose Pando y Corvalan Reyna.